# Dum Jakkanahalli, Nagamangala
Dum Jakkanahalli là một làng thuộc tehsil Nagamangala, huyện Mandya, bang Karnataka, Ấn Độ.